# 羅伯特·丹納德
羅伯特·海思·丹納德（英語：Robert Heath Dennard，1932年9月5日—2024年4月23日），生於美國德克薩斯州特雷爾，電機工程師與發明家，為動態隨機存取記憶體（DRAM）的發明者。

## 生平
1954年，於達拉斯南方衛理公會大學取得電機工程學士，1956年取得碩士學位。1958年，於卡內基技術學院（卡内基梅隆大學的前身）取得博士學位。畢業後，進入IBM工作。
1968年，發明動態隨機存取記憶體（DRAM）。1970年代與1980年代，投入MOSFET的微縮方程式（scaling equations）研發。

## 榮譽
2013年，獲得日本京都賞先進技術獎。

## 外部連結
- （英文）,  (Archive), MIT,   [2013-09-04], （原始内容存档于2003-04-15）.
- （英文）,  (Bio), IEEE,   [2013-09-04], （原始内容存档于2014-11-21）.